# To Plant a Seed
To Plant a Seed es el primer álbum de estudio de la banda estadounidense de metalcore We Came as Romans. Fue lanzado por Equal Vision Records el 3 de noviembre de 2009 y fue producido por Joey Sturgis. La obra de arte del álbum fue realizada por Paul Romano, lo que coincide con el mensaje positivo de We Came as Romans, tal como lo explicó el guitarrista Joshua Moore de que los temas líricos de To Plant a Seed se basan en la difusión de este mensaje.
Las canciones "Dreams" e "Intentions" fueron regrabadas del EP Dreams de la banda.

## Lista de canciones
| N.º | Título                                            | Duración |  |
| 1.  | «To Plant a Seed»                                 | 3:51     |  |
| 2.  | «Broken Statues»                                  | 3:41     |  |
| 3.  | «Intentions» (con Tyler Smith)                    | 3:01     |  |
| 4.  | «Roads That Don't End and Views That Never Cease» | 3:49     |  |
| 5.  | «Dreams»                                          | 4:15     |  |
| 6.  | «We Are the Reasons»                              | 3:43     |  |
| 7.  | «Beliefs»                                         | 4:06     |  |
| 8.  | «I Will Not Reap Destruction»                     | 3:58     |  |
| 9.  | «Searching, Seeking, Reaching, Always»            | 2:56     |  |
| 10. | «An Ever-Growing Wonder»                          | 3:57     |  |

Edición de lujo
| Deluxe edition bonus tracks |                         |          |  |
| N.º                         | Título                  | Duración |  |
| 11.                         | «To Move On Is to Grow» | 3:47     |  |

## Posicionamiento en lista
| Lista                             | Posiciones (2009) |
| --------------------------------- | ----------------- |
| U.S. Billboard 200                | 175               |
| U.S. Billboard Hard Rock Albums   | 13                |
| U.S. Billboard Independent Albums | 25                |
| U.S. Billboard Top Heatseekers    | 6                 |